# Napeogenes stella
Napeogenes stella är en fjärilsart som beskrevs av William Chapman Hewitson 1854. Napeogenes stella ingår i släktet Napeogenes och familjen praktfjärilar. Inga underarter finns listade i Catalogue of Life.

## Bildgalleri

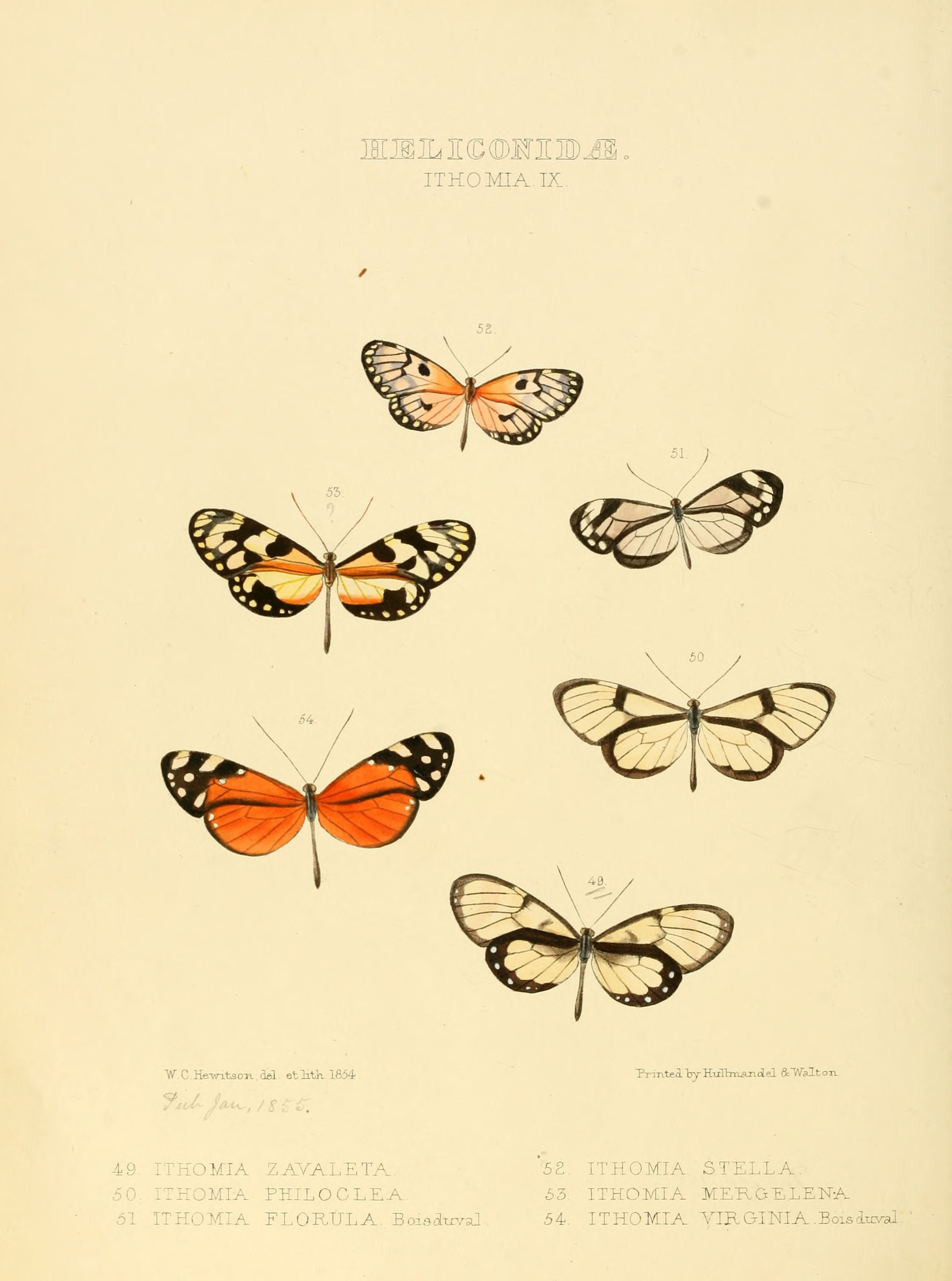